# Transferschalter
Der Static Transfer Switch (STS), oder automatischer Transferschalter (ATS), ist ein elektronischer Schalter zur Umschaltung auf einen alternativen Stromversorgungspfad in größeren USV-Anlagen wie in Rechenzentren.
In Rechenzentren wird die Kreuzverkabelung, eine redundante elektrische Versorgung über zwei getrennte Pfade, eingesetzt, um für alle Server mit mehr als einem Netzteil mehrere Versorgungspfade für die Betriebsspannung zu ermöglichen. Auf diese Art kann einer der möglichen Single Points of Failure, hier für die Stromversorgung, umgangen werden. Besitzt ein Server oder eine Netzkomponente (zum Beispiel Router) nur ein Netzteil (für die Betriebsspannung), dann wird dieses Gerät bei Ausfall einer Seite der redundanten Einspeisung nicht mehr mit Strom versorgt. Hier übernimmt der STS die Versorgung, indem er das einzelne Netzteil des Gerätes jeweils auf eine aktive Versorgung schaltet. Dieser Schaltvorgang muss so schnell erfolgen, dass keine Störung des angeschlossenen Gerätes auftritt. Eine vergleichbare Problematik tritt bei Geräten mit mehr als 2 Netzteilen auf (beispielsweise Switches mit 3 Netzteilen) und kann ebenfalls mittels des STS gelöst werden.
Der STS ist ein Nachfolger des Automatic Transfer Switch mit verbesserten Schaltzeiten, um Störungen bei empfindlichen Komponenten zu verhindern.